# 主知主義
主知主義（しゅちしゅぎ、英: intellectualism）または知性主義とは、人間の精神（魂）を「理知（知力・理由）」、「意志（意欲・気力）」、「感情（感動・欲望）」に三分割する見方の中で、理知の働きを（意志や感情よりも）重視する哲学・神学・心理学・文学上の立場のこと。

## 概要
「合理主義・理性主義」（英: rationalism）と類似した概念だが、理性そのものよりも、獲得が目指される「知識」「知性」の方に、より重きをおいた表現となっている。意志の働きを重視する主意主義（英: voluntarism）や、感情の働きを重視する主情主義（英: emotionalism）と対置される。
ただし、これはあくまでも相対的な立ち位置を表現するものであって、そこに絶対的な基準は無く、「何（どのような思想的立ち位置の人・集団）と対比されるか」に、その位置付けが依存していることに注意が必要。

## 歴史

### 古代
古代において主知主義の嚆矢として挙げられるのは、古代ギリシアの哲学者・ソフィスト達だが、中でもとりわけ、ソクラテスが（ソフィスト達との対比においては）「徳」などに対する執拗な問答・理知的探求が際立っているので、特筆される。プラトンの対話篇『プロタゴラス』等に見られる、「徳は知識である」「悪は無知によって生じる」といった主張も、ソクラテスが主知主義の嚆矢として言及される理由となっている。
他には、アリストテレス（逍遙学派）や、ストア派などが、他の学派との対比の中で、主知主義的な立場として言及される。

### 中世
中世のキリスト教神学においては、トマス・アクィナスが、（主意主義として言及されるアウグスティヌスやドゥンス・スコトゥス等との対比において）主知主義として言及される。

### 近代
近代の哲学においては、大陸合理論の内、スピノザやライプニッツなどが、（主意主義として言及されるデカルト、あるいはカント、シェリング、ショーペンハウアー等との対比において）主知主義として言及される。